# ハピネス*センセーション
「ハピネス*センセーション」は、日本の声優・歌手である小倉唯の楽曲で、2020年6月10日にKING AMUSEMENT CREATIVEより発売された12枚目のシングル。Kamyが作詞、鶴﨑輝一が作曲を手掛けた。

## 概要
前作『I・LOVE・YOU!!』以来約4ヶ月ぶりのリリースとなる本作は、期間限定盤（KICM-92048）と通常盤（KICM-2049）の2形態で発売された。期間限定盤は表題曲「ハピネス*センセーション」とカップリング曲「瞳の国のアリス -Dance Music Edition-」のミュージックビデオ、ならびに「ハピネス*センセーション」のメイキング映像を収録したDVDが同梱された2枚組である。

## 音楽性
表題曲は2020年4月より放送が開始されたテレビアニメ『シャドウバース』のエンディングテーマであり、通常盤のバックカバーにはアニメのイラストが用いられている。同アニメの主人公・竜ヶ崎ヒイロのシャドバにかける熱い想いや楽しい気持ちが未来へ繋がるという、前向きで明るいメッセージソングになっている。また、エンディングアニメーションは、小倉の演じる黒羽アリスが可愛らしくフィーチャーされた内容で描かれている。ミュージックビデオは、小倉のライブにも出演するダンサー達も出演。撮影は沖縄で行ったもので、アニメの世界観に寄り添い、仲間との絆をテーマに制作された。小倉が仲間とともに女子旅をしながら、目的地へ向かって冒険に出かけるというストーリーパートと、無人島の浜辺で踊るダンスパートから構成されている。
カップリング曲の「Look@Me♡」は、「Honey♥Come!!」や「白く咲く花」などを手掛けた大森祥子が作詞を担当。ステージに立つ気持ちをポップに歌った楽曲で、自分のことを見てくれるファンをいつまでも魅了し続けたいという小倉の想いを描いた曲になっている。
もう一つのカップリング曲「瞳の国のアリス -Dance Music Edition-」は、黒羽アリスのキャラクターソングで、テレビアニメ『シャドウバース』の挿入歌「瞳の国のアリス」に、アレンジを変えてカバーした楽曲である。

## シングル収録内容
| #         | タイトル                                                 | 作詞       | 作曲      | 編曲      | 時間  |
| --------- | -------------------------------------------------------- | ---------- | --------- | --------- | ----- |
| 1.        | 「ハピネス*センセーション」                              | Kamy       | 鶴﨑輝一  | 鶴﨑輝一  | 3:29  |
| 2.        | 「Look@Me♡」                                             | 大森祥子   | 三井真一  | 塚田耕平  | 4:06  |
| 3.        | 「瞳の国のアリス -Dance Music Edition-」                 | 磯崎輪太郎 | 川崎智哉  | SHIBU     | 4:25  |
| 4.        | 「ハピネス*センセーション」(off vocal ver.)              |            |           |           | 3:29  |
| 5.        | 「Look@Me♡」(off vocal ver.)                             |            |           |           | 4:06  |
| 6.        | 「瞳の国のアリス -Dance Music Edition-」(off vocal ver.) |            |           |           | 4:24  |
| 合計時間: | 合計時間:                                                | 合計時間:  | 合計時間: | 合計時間: | 23:59 |

| #  | タイトル                                              | 作詞 | 作曲・編曲 |
| -- | ----------------------------------------------------- | ---- | ---------- |
| 1. | 「ハピネス*センセーション」(MUSIC VIDEO)              |      |            |
| 2. | 「瞳の国のアリス -Dance Music Edition-」(MUSIC VIDEO) |      |            |
| 3. | 「MAKING」                                            |      |            |

## 収録アルバム
| 曲名                    | 収録アルバム | 発売日        |
| ----------------------- | ------------ | ------------- |
| ハピネス*センセーション | 『Tarte』    | 2022年2月16日 |